# Fetiche reprodutivo
O fetiche reprodutivo (em inglês:  breeding kink) é a experiência de intensa atração sexual com a ideia de engravidar ou inseminar alguém. Isso significa que alguém que deseja ejacular dentro da parceira ou ser ejaculada sem qualquer controle de natalidade.
O fetiche reprodutivo é uma parafilia caracterizada pela excitação sexual quando associada ao risco de engravidar ou engravidar alguém durante a relação sexual. Segundo a especialista em sexo Gigi Engle, o fetichismo está enraizado na fantasia de engravidar, mas não no desejo de criar um filho. Como os fetiches de impregnação estão enraizados na fantasia, não são exclusivos de pessoas em relacionamentos heterossexuais. Pessoas em casais do mesmo sexo e indivíduos transexuais podem ter problemas de reprodução. Para alguns, um kink reprodutivo pode incluir elementos fantásticos, como engravidar com óvulos alienígenas. Existem brinquedos sexuais feitos para esse fetiche específico, chamados ovipositores, que lembram consolos e são inseridos na vagina ou no ânus para dar prazer. Pessoas que conseguem engravidar podem ter problemas reprodutivos, mas não necessariamente querem engravidar na vida real, enquanto os homens podem ficar excitados com a fantasia de engravidar alguém acidentalmente ou de engravidar eles próprios. Para os homens homossexuais, eles podem desfrutar de atividades como “cum dumping”.

## Na cultura popular
O fetichismo da impregnação é comum. De acordo com o Google Trends, as pesquisas por “breeding kink” começaram a aumentar em 2020, atingindo o pico no final de 2021 em meio a uma tendência no TikTok sobre “levar a torção reprodutiva longe demais”, seguida por uma mulher girando a câmera para baixo para um teste de gravidez positivo ou barriga saliente.